# Klasztorne (gromada)
Klasztorne – dawna gromada, czyli najmniejsza jednostka podziału terytorialnego Polskiej Rzeczypospolitej Ludowej w latach 1954–1972.
Gromady, z gromadzkimi radami narodowymi (GRN) jako organami władzy najniższego stopnia na wsi, funkcjonowały od reformy reorganizującej administrację wiejską przeprowadzonej jesienią 1954 do momentu ich zniesienia z dniem 1 stycznia 1973, tym samym wypierając organizację gminną w latach 1954–1972.
Gromadę Klasztorne z siedzibą GRN w Klasztornem utworzono – jako jedną z 8759 gromad na obszarze Polski – w powiecie choszczeńskim w woj. szczecińskim na mocy uchwały nr V/42/54 WRN w Szczecinie z dnia 5 października 1954. W skład jednostki wszedł obszar dotychczasowej gromady Klasztorne ze zniesionej gminy Bierzwnik i obszar dotychczasowej gromady Słowin ze zniesionej gminy Radęcin w tymże powiecie i województwie, a także obszary dotychczasowych gromad Derkacze, Grąsy i Wołogoszcz ze zniesionej gminy Słonów w powiecie strzeleckim w woj. zielonogórskim. Dla gromady ustalono 15 członków gromadzkiej rady narodowej.
1 stycznia 1962 gromadę zniesiono, a jej obszar włączono do gromad Radęcin (miejscowości Słowin, Derkacze, Wołogoszcz, Starczewo i Grąsy) i Bierzwnik (miejscowość Klasztorne) w tymże powiecie.